# Église Saint-Rémy-et-Saint-Namphaise de Livernon
L'église Saint-Rémy-et-Saint-Namphaise est une église catholique située à Livernon, en France.

## Localisation
L'église est située dans le département français du Lot sur le territoire de la commune de Livernon.

## Historique
L'église est citée pour la première fois dans une bulle du pape Eugène III en 1146 dans les possessions de l'abbaye Saint-Sauveur de Figeac.
Les moines de Figeac ont fondé un prieuré conventuel dédié à saint Namphaise, probablement peu avant 1146. Le chevet, le transept et le clocher construit au-dessus de la croisée du transept datent de la première moitié du XIIe siècle. 
L'église paroissiale était placée sous le vocable de saint Rémy. Elle était l'annexe du prieuré au XVe siècle. À sa disparition, le service paroissial a été transféré dans l'église priorale qui a alors pris le nom de Saint-Rémy. Le bourg s'est construit autour.
À une époque inconnue, le prieuré est administré par des chanoines de Saint-Augustin, puis vers 1400, le prieur est le chantre de la cathédrale de Cahors.
La nef a été entièrement reconstruite en 1889.
L'édifice a été classé au titre des monuments historiques le 9 avril 1910,.

## Description

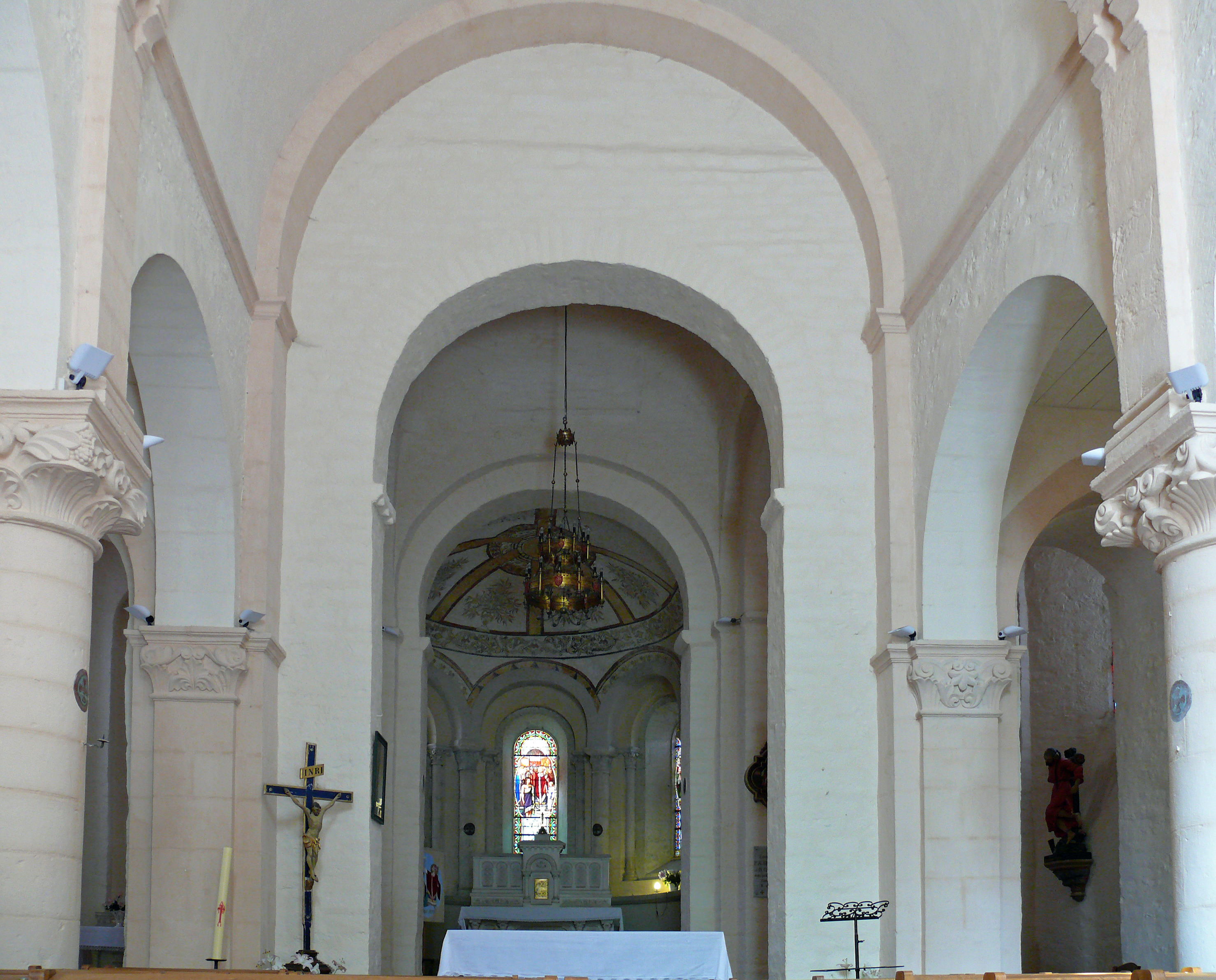
Nef du XIXe siècle et abside romane.

L'église est une des rares du département du Lot possédant un clocher roman. De plan barlong, il a quatre niveaux séparés par des cordons et percés de baies. Il dépasse les clochers de l'église de Duravel et de la priorale de Catus.
L'église a conservé de l'édifice roman l'abside et la croisée du transept. L'abside est éclairée par trois fenêtres inscrites dans des arcatures en plein cintre reposant sur des chapiteaux ornés d'entrelacs et de motifs végétaux.

## Décor

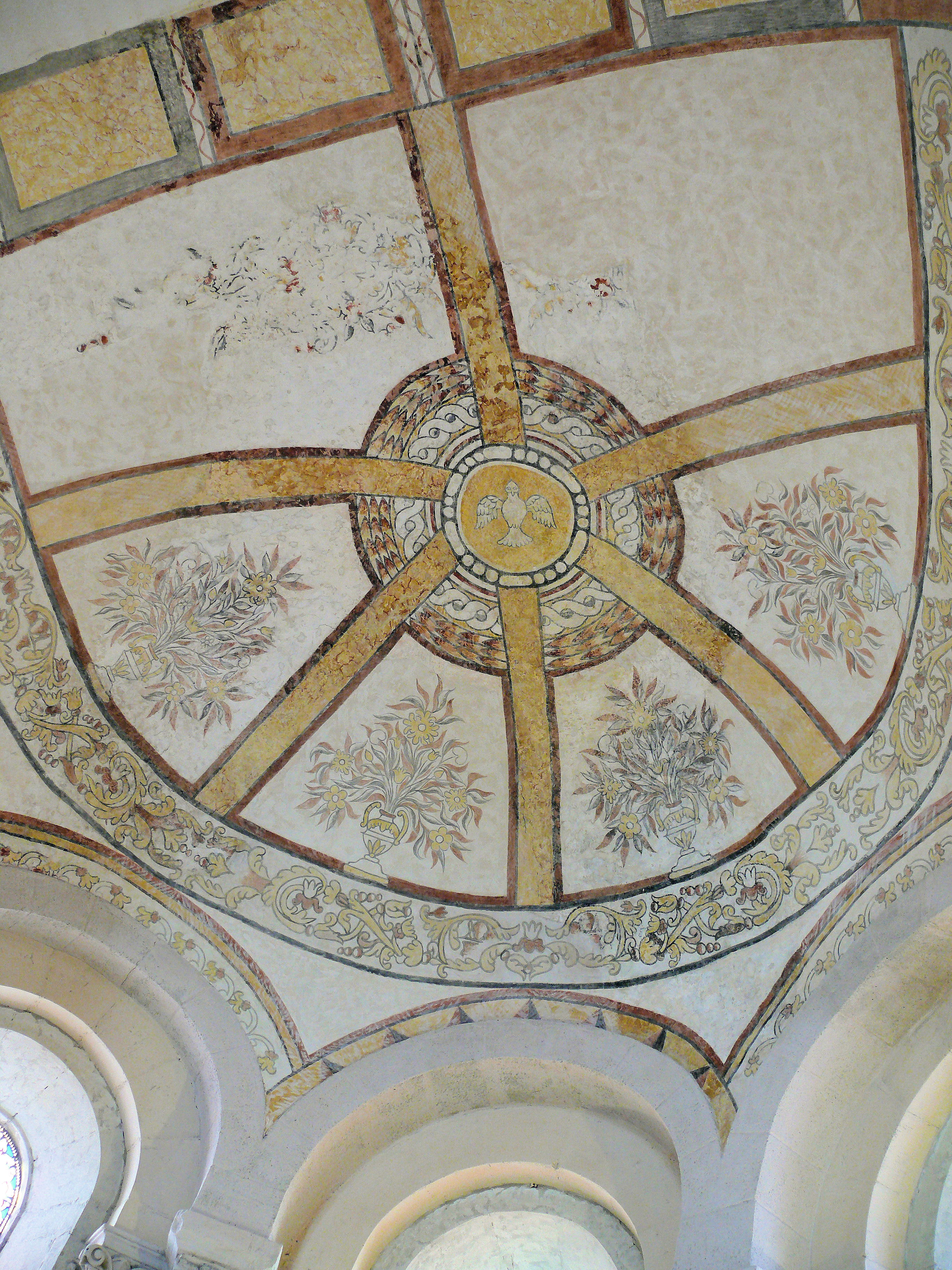
Décor du cul-de-four de l'abside.

Des travaux de restauration entrepris en 2007 ont permis de mettre au jour un décor sur le cul-de-four de l'abside. Ce décor doit datée du XVIIIe siècle. Au centre, une clef avec la représentation d'une colombe symbolisant l'Esprit saint avec cinq nervures définissant six compartiments. Les nervures sont peintes en trompe-l'œil avec des bouquets floraux. L'ensemble repose sur une frise à rinceaux fleuris.
En deuxième phase de restauration faite en 2008 a permis de reprendre les ébrasements de fenêtres de l'abside qui étaient dissimulées derrière des niches plates abritant des statues de saints.